# Red Flag Linux

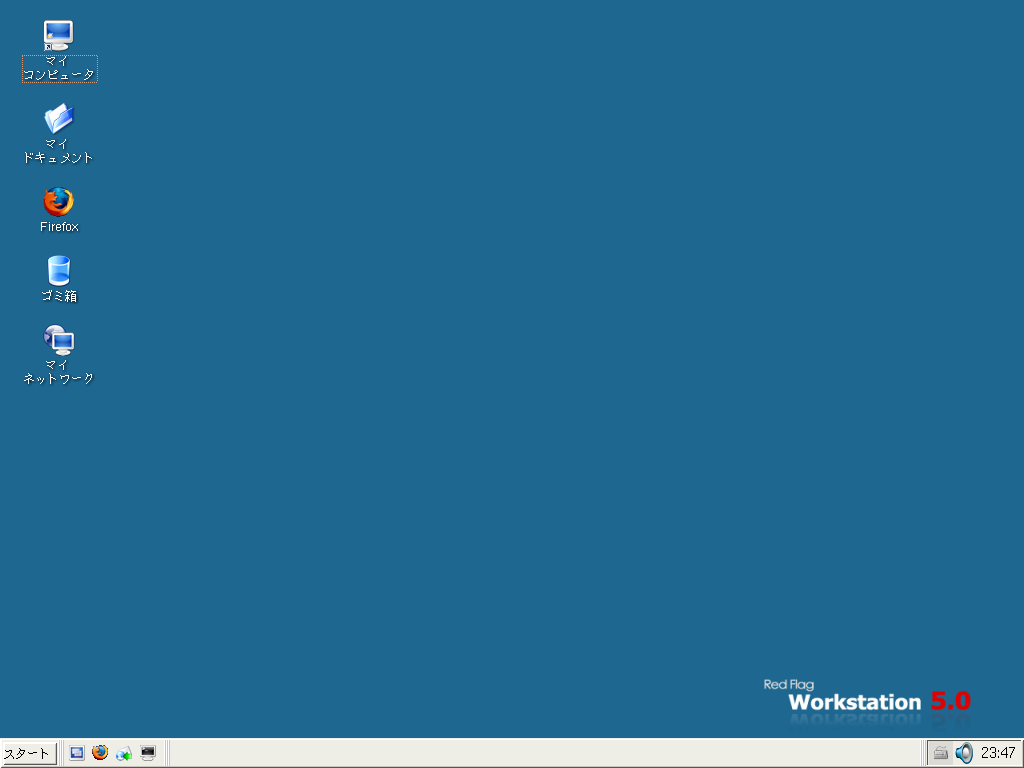
Skärmdump av Red Flag Linux, version 5.0 på japanska

Red Flag Linux (Kinesiska: 红旗 Linux) är en kinesisk version av Linux. Red Flags logotyp är pingvinen Tux som bär en röd flagga.
Den nuvarande[när?] verkställande direktören för Red Flag Software är Jia Dong (贾栋).